# 甘州曲
《甘州曲》，词牌名，又名《甘州子》。

## 第一种体裁
单调二十九字，六句五平韵

### 词牌格式
仄平平。平仄仄。仄平平。仄平平仄仄平平。仄仄仄平平。仄仄仄、平仄仄平平。

### 例词
王衍
画罗裙。能结束。称腰身。柳眉桃脸不胜春。薄媚足精神。可惜许、沦落在风尘。

## 第二种体裁
单调三十三字，六句五平韵

### 词牌格式
仄平平仄仄平平。平仄仄。仄平平。仄平平仄仄平平。平仄仄平平。平仄仄、平仄仄平平。

### 例词
顾敻
一炉龙麝锦帷旁。屏掩映。烛荧煌。禁城刁斗喜初长。罗荐绣鸳鸯。山枕上、私语口脂香。